# Primera División (Nicaragua)

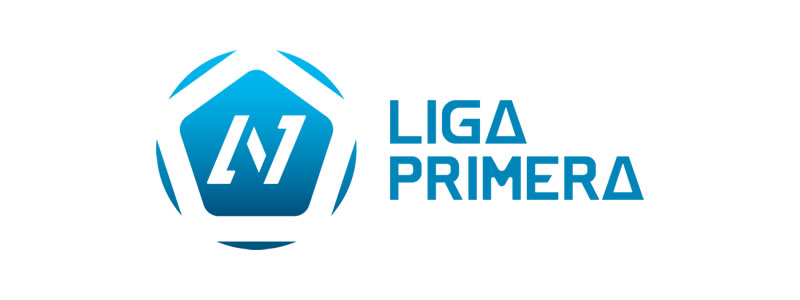
Logo

Die Primera División ist die höchste Spielklasse des nationalen Fußballverbands von Nicaragua. Sie wurde erstmals 1933 ausgetragen und Rekordmeister ist der Diriangén FC mit 29 Titeln.

## Aktuelle Saison
An der Saison 2021/22 nehmen die folgenden 10 Mannschaften teil:
- ART Municipal Jalapa
- Chinandega FC
- CD Junior
- CD Walter Ferretti
- Deportivo Ocotal
- Diriangén FC (Meister Aperura 2020 & Clausura 2021)
- Juventus FC
- Managua FC
- Real Estelí
- Real Madriz

## Rekordsieger
- 29 Titel: Diriangén FC
- 19 Titel: Real Estelí
- 05 Titel: Deportivo Santa Cecilia